# Albert Maire
Pour les articles homonymes, voir Maire (homonymie).
Albert Maire, né le 24 mai 1856 à Mutzig dans le Bas-Rhin et mort en décembre 1932 à Gordes, est un bibliothécaire français, spécialiste de Blaise Pascal.

## Biographie
Né à Mutzig le 24 mai 1856, Albert Maire est le fils d'un chef armurier de régiment d’artillerie-pontonniers de Strasbourg. Il est élève au petit séminaire de Strasbourg puis au collège Saint-Joseph d’Avignon, avant de devenir lui-même armurier de 1873 à 1877.
Commis aux archives départementales de Vaucluse entre 1877 et 1880, il crée la Société d'émulation artistique, littéraire et scientifique d'Avignon en 1879.
Il est attaché à la bibliothèque de la ville de Marseille pendant deux mois, avant de devenir bibliothécaire délégué puis titulaire à la faculté des Sciences de Marseille.
D'août 1882 à novembre 1888, il est bibliothécaire des facultés et de l’école de médecine de Clermont-Ferrand. Il fonde la Revue d'Auvergne en 1884. Il accueille dans son salon des séances d'hypnotisme auxquelles participe Henri Bergson, alors jeune professeur à Clermont-Ferrand. Son fils Gilbert Maire, né le 27 décembre 1887 à Clermont-Ferrand, deviendra un disciple d'Henri Bergson.

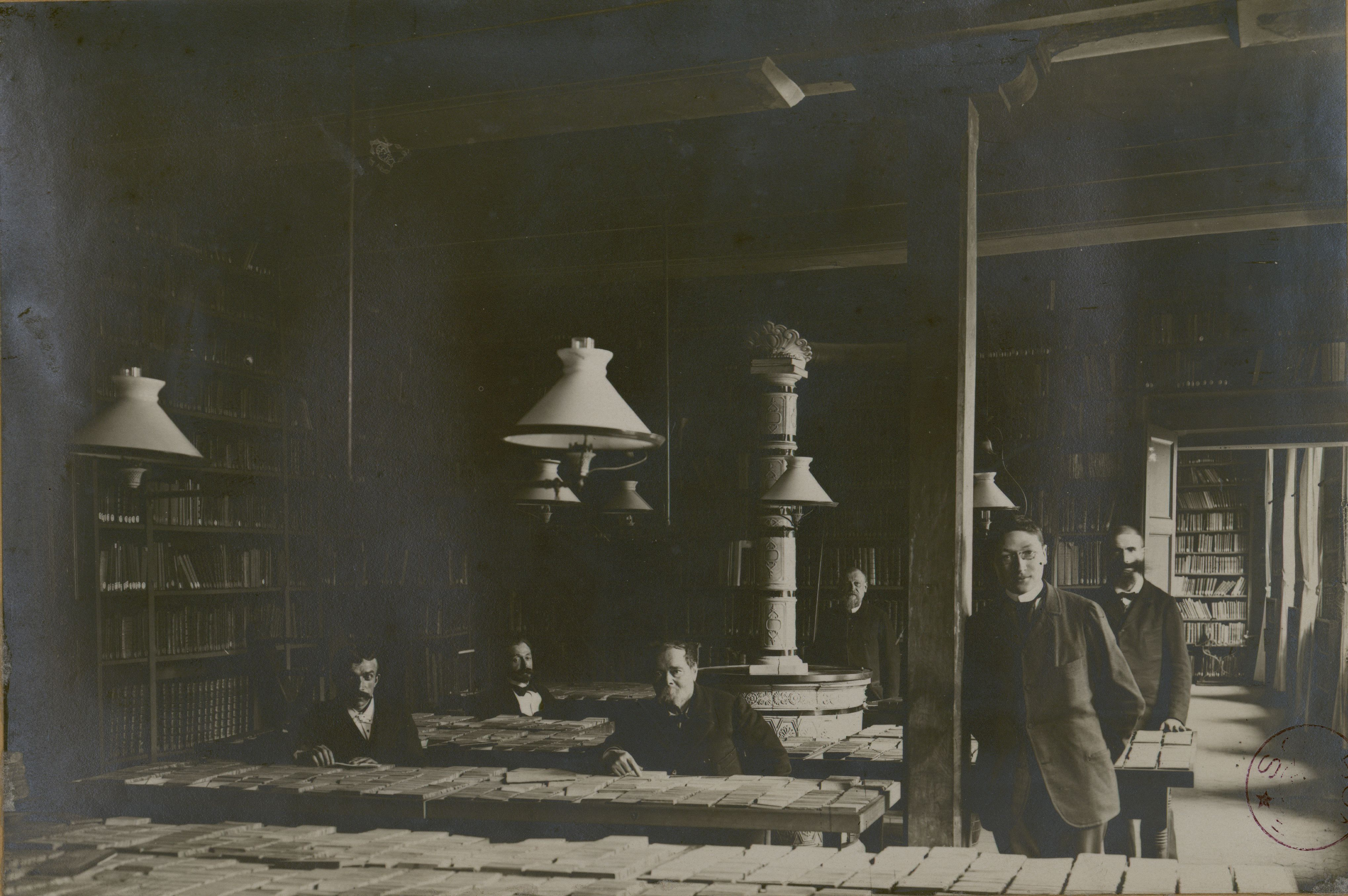
Bibliothèque de la Sorbonne. La salle de lecture en 1897 avec le catalogue sur tables : Victor Dargent, Albert Maire, Bouteloup, Félix Chambon.

Le 20 décembre 1888, il entre en qualité d’employé auxiliaire à la bibliothèque de la Sorbonne, où il restera jusqu’à sa retraite, en 1918. Il fonde la Revue des bibliothèques (1891) en partenariat avec Emile Chatelain.
En 1925, il reçoit le prix Binoux de l'Académie des sciences de Paris pour sa Bibliographie des œuvres de Pascal. Il habite alors à Gordes (Vaucluse).

## Principales œuvres
Après avoir écrit plusieurs ouvrages généraux sur le livre et les techniques du livre, son Manuel pratique, ainsi que des catalogues de bibliothèques et de thèses, Albert Maire change d’objet et se spécialise à partir des années 1910 dans la vie et les œuvres de Blaise Pascal.
- Manuel pratique du bibliothécaire : bibliothèques publiques, bibliothèques universitaires, bibliothèques privées ; suivi 1° d'un Lexique des termes du livre ; 2° des Lois, décrets, etc., concernant les bibliothèques universitaires, de 1837 à 1894, Paris, Alphonse Picard et fils, éditeurs, 1896 (lire en ligne)
- L’Œuvre scientifique de Blaise Pascal : bibliographie critique et analyse de tous les travaux qui s'y rapportent, Paris, Librairie scientifique A. Hermann, 1912 (lire en ligne)
- Essai bibliographique des "Pensées" de Pascal, Paris : Gabriel Beauchesne éditeur, 1924.
- Bibliographie générale des œuvres de Blaise Pascal, Paris, L. Giraud-Badin , 1925-27. 5 volumes.
  - Tome 1, Pascal savant : ses travaux mathématiques et physiques : avec notes critiques et analyses des travaux qui les citent et ceux qui en dérivent, avec la collaboration de Louis Weber-Silvain, professeur au collège de Lucerne (Suisse). Préfaces de M. Émile Picard, de l'Académie française, secrétaire perpétuel de l'Académie des sciences, et de Pierre Duhem
  - Tome 2e (les éditions) et 3e (les documents), Pascal pamphlétaire, "Les lettres provinciales" : éditions originales, réimpressions successives avec notes critiques et analyses des travaux qui les citent et ceux qui en dérivent
  - Tome 4 : Pascal philosophe : "Les pensées" : les éditions, les critiques, les travaux : éditions originales, réimpressions successives avec notes critiques et analyses des travaux qui les citent et ceux qui en dérivent
  - Tome 5 : Opuscules, lettres, biographie et iconographie de Blaise Pascal : les éditions, les critiques, les travaux : éditions originales, réimpressions successives avec notes critiques et analyses des travaux qui les citent et ceux qui en dérivent

Albert Maire a également rédigé de nombreuses notes et copies sur des sujets divers :
- La Révolution en Auvergne : notes et copies de pièces par Albert Maire, bibliothécaire à l'Université de Clermont-Ferrand [6]
- Notes prises aux Archives des hospices d'Avignon concernant l'hôpital Sainte-Marthe de 1375 à 1792[7]

Enfin, il a écrit un journal, conservé par la Bibliothèque interuniversitaire de la Sorbonne. 